# Spathipora comma
Spathipora comma är en mossdjursart som först beskrevs av Jacqueline A. Soule 1950.  Spathipora comma ingår i släktet Spathipora och familjen Spathiporidae. Inga underarter finns listade i Catalogue of Life.